# Maróz
Maróz (deutsch Groß Maransen) ist ein kleines Dorf in der polnischen Woiwodschaft Ermland-Masuren. Es gehört zur Gmina Olsztynek (Stadt- und Landgemeinde Hohenstein i. Ostpr.) im Powiat Olsztyński (Kreis Allenstein).

## Geographische Lage
Maróz liegt am Südwestufer des Großen Maransen-Sees (polnisch Jezioro Maróz) im Südwesten der Woiwodschaft Ermland-Masuren, 33 Kilometer südöstlich der früheren Kreisstadt Osterode in Ostpreußen (polnisch Ostróda) bzw. 31 Kilometer südlich der heutigen Kreismetropole und Woiwodschaftshauptstadt Olsztyn (deutsch Allenstein).

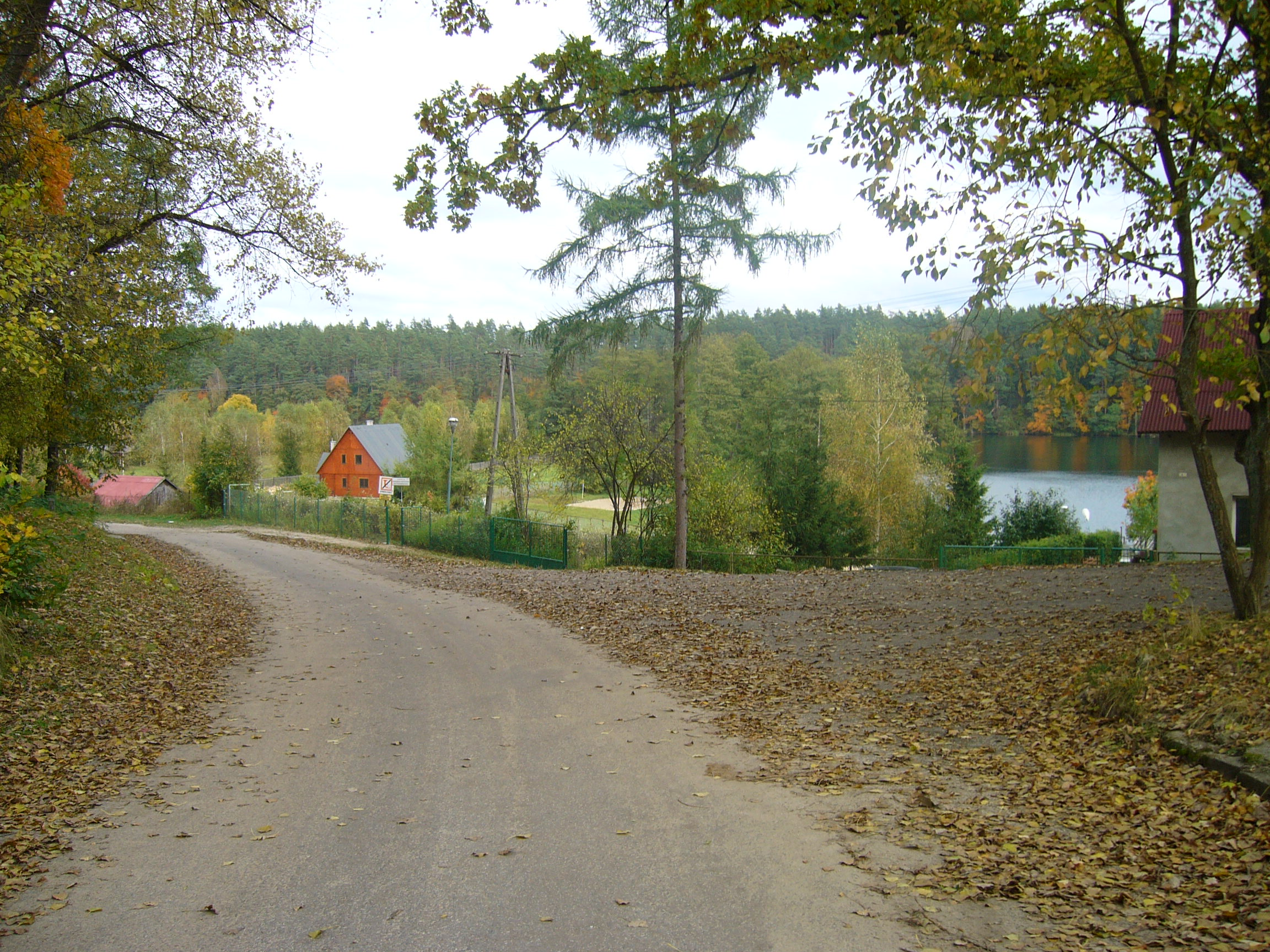
Dorfstraße in Maróz

|  |

## Geschichte
Maronsen (vor 1785 Maransen, nach 1785 Groß Maransen), bestehend aus mehreren kleinen Höfen und Gehöften, wurde 1414 erstmals urkundlich erwähnt. Die Landgemeinde Groß Maransen kam 1874 zum neu errichteten Amtsbezirk Wittmannsdorf (polnisch Witramowo) im Kreis Osterode in Ostpreußen. In dem Dorf waren 135 Einwohner im Jahre 1910 registriert, 1933 belief sich ihre Zahl auf 119 und 1939 auf 112.
Aufgrund der Bestimmungen des Versailler Vertrags stimmte die Bevölkerung in den Volksabstimmungen in Ost- und Westpreußen am 11. Juli 1920 über die weitere staatliche Zugehörigkeit zu Ostpreußen (und damit zu Deutschland) oder den Anschluss an Polen ab. In Groß Maransen stimmten 100 Einwohner für den Verbleib bei Ostpreußen, auf Polen entfielen keine Stimmen.
In Kriegsfolge kam Groß Maransen 1945 mit dem gesamten südlichen Ostpreußen zu Polen. Das Dorf erhielt die polnische Namensform „Maróz“ und ist heute mit dem Sitz eines Schulzenamts (polnisch Sołectwo) eine Ortschaft innerhalb der Stadt- und Landgemeinde Olsztynek (Hohenstein i. Ostpr.) im Powiat Olsztyński (Kreis Allenstein), bis 1998 der Woiwodschaft Olsztyn, seither der Woiwodschaft Ermland-Masuren mit Amtssitz in Olsztyn (Allenstein) zugehörig. Im Jahre 2011 belief sich die Zahl der Einwohner von Maróz auf 85.

## Kirche
Bis 1945 war Groß Maransen in die evangelische Kirche Seelesen (polnisch Żelazno) in der Kirchenprovinz Ostpreußen der Kirche der Altpreußischen Union, außerdem in die römisch-katholische Kirche Thurau (polnisch Turowo) im Bistum Ermland eingepfarrt.
Heute gehört Maróz katholischerseits zur Kirche Żelazno (Seelesen), einer Filialkirche  der Herz-Mariä-Kirche Łyna (Lahna) im Dekanat Nidzica des Erzbistums Ermland, evangelischerseits zur Kirchengemeinde Olsztynek (Hohenstein i. Ostpr.), einer Filialgemeinde der Christus-Erlöser-Kirche Olsztyn (Allenstein) in der Diözese Masuren der Evangelisch-Augsburgischen Kirche in Polen.

## Verkehr

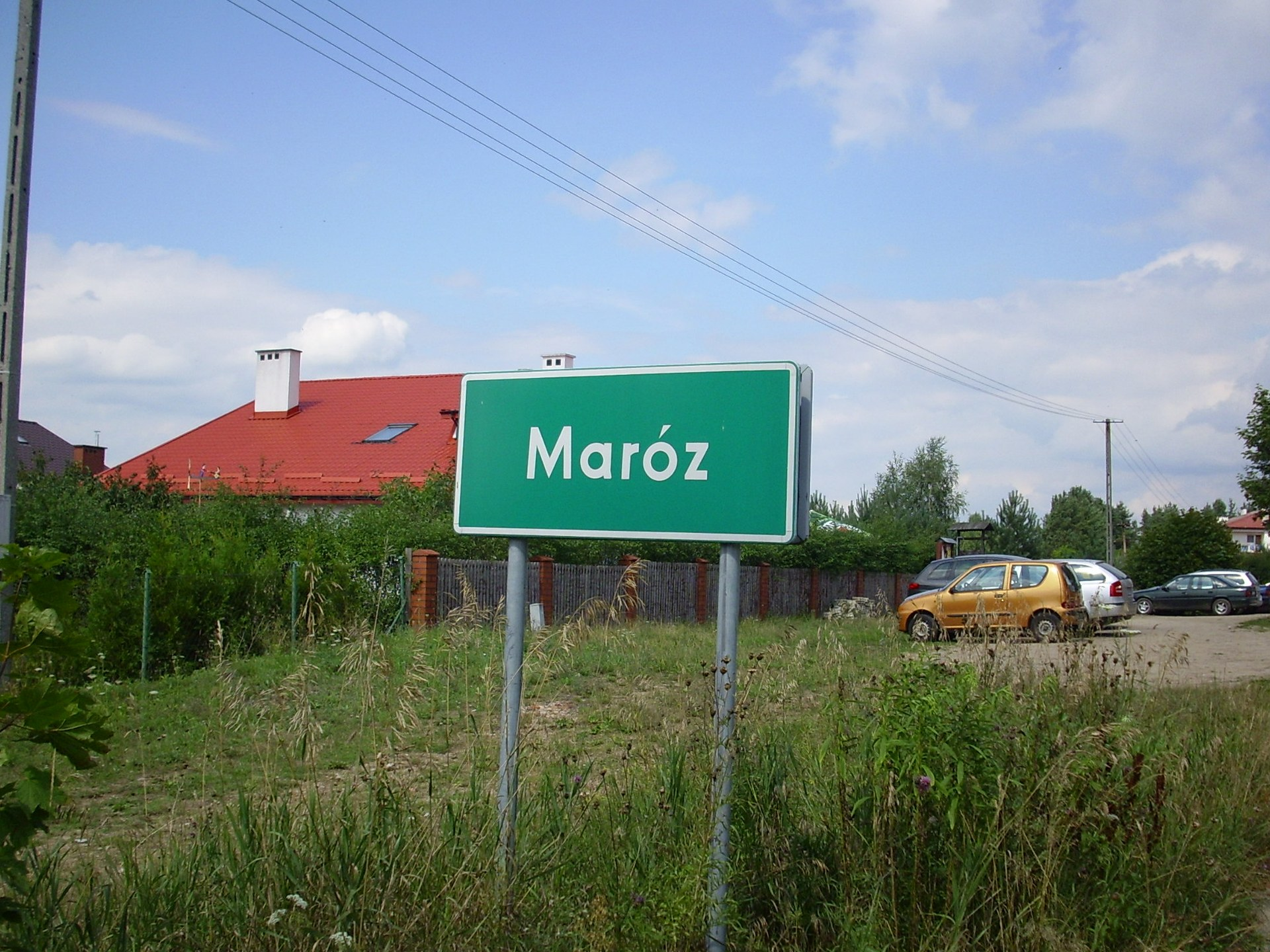
Ortseinfahrtschild Maróz

Maróz liegt am Endpunkt einer Nebenstraße, die bei Waplewo (Waplitz) von der Schnellstraße 7 abzweigt und über Ruda Waplewska (Freudenthaler Mühle) nach hier führt. Waplewo an der Bahnstrecke Działdowo–Olsztyn (deutsch Soldau–Allenstein) ist die nächste Bahnstation.